# Ambientació
En narrativa, l'ambientació és el context social i polític, el marc temporal i espacial en què es desenvolupa l'obra literària. És un component essencial d'una obra, juntament amb la trama, els personatges, el tema i l'estil.
Segons l'obra, l'ambientació es pot presentar de manera directa, per exemple a través d'un narrador en off, o bé de manera indirecta, a través del que conten o perceben els personatges. L'ambientació es pot descriure de manera precisa o ambigua. De vegades, l'ambientació pot revelar-se de manera sorprenent a l'espectador com a punt clau de la trama. Així mateix, l'ambientació pot variar al llarg de l'obra, generant canvis en els personatges.

## Tipus d'ambientacions
- Ucronia, història que defereix lleugerament de la verídica.
- Imaginària, univers absolutament diferent del verídic.
  - País imaginari
  - Planeta fictici
  - Univers de ficció
- Distopia, societat completament indesitjable (corrupta, totalitària, etc.).[4]
- Utopia, societat completament perfecta (lliure, pacífica, feliç, sana, etc.).
- Escenari de campanya: universos de jocs de rol.
- Món de ciència-ficció, univers amb elements tecnològics avançats (viatge en el temps, viatge interestel·lar, intel·ligència artificial, vida extraterrestre, etc.).[5]
  - Realitat simulada, en la qual l'univers percebut no és el real.
  - Realitat virtual, en la qual els personatges alternen entre mons reals i virtuals.
- Món de fantasia, univers amb elements fantàstics (màgia, déus, monstres, etc.).[6]
- Universos paral·lels, en els quals els personatges són conscients o poden canviar d'univers.
- Crossover ficcional: combinació d'ambientacions preexistents.[7]